# Bix Beiderbecke
Leon Bismark "Bix" Beiderbecke (Davenport, Iowa, 10 de março de 1903 — Queens, 6 de agosto de 1931), foi um cornetista e pianista de jazz dos Estados Unidos da América.
Beiderbecke foi um dos mais influentes solistas de jazz da década de 1920, um tocador de corneta conhecido por uma abordagem lírica inventiva e pureza de tom, com tal clareza de som que um contemporâneo o descreveu como "disparar balas a um sino". Os seus solos em gravações seminais como Singin' the Blues e I'm Coming, Virginia (ambos de 1927) demonstram um dom para a improvisação prolongada que deu origem ao estilo de balada de jazz, no qual os solos de jazz são parte integrante da composição. Além disso, o seu uso de acordes estendidos e a sua capacidade de improvisar livremente ao longo de linhas harmónicas e melódicas são utilizados nos desenvolvimentos do jazz pós-Segunda Guerra Mundial. " In a Mist " (1927) é a mais conhecida das composições para piano publicadas por Beiderbecke e a única que ele gravou. O seu estilo de piano reflecte influências jazzísticas e clássicas (principalmente impressionistas). Todas as suas cinco composições para piano foram publicadas pela Robbins Music durante sua vida.
Natural de Davenport, Iowa, Beiderbecke aprendeu sozinho a tocar corneta principalmente de ouvido, o que o levou a adoptar uma técnica de dedilhado não padronizada que marcou o seu estilo único. Beiderbecke gravou pela primeira vez com o conjunto de jazz do centro-oeste The Wolverines em 1924, após o qual tocou brevemente para a Orquestra Jean Goldkette de Detroit antes de se juntar a Frankie "Tram" Trumbauer para um compromisso prolongado no Arcadia Ballroom em St. sob os auspícios da organização de Goldkette. Beiderbecke e Trumbauer juntaram-se à banda principal de Goldkette no Graystone Ballroom em Detroit em 1926. A banda fez uma ampla turnê e tocou ao lado de Fletcher Henderson no Roseland Ballroom em Nova York em Outubro de 1926. Ele fez suas grandes gravações em 1927. A banda Goldkette foi encerrada em Setembro de 1927 e, após integrar, brevemente, a banda do saxofonista baixo Adrian Rollini em Nova York, Trumbauer e Beiderbecke juntaram-se à banda de dança mais popular da América: Paul Whiteman e a sua Orquestra.
As gravações mais influentes de Beiderbecke datam da sua época com Goldkette e Whiteman, embora ele também tenha gravado em seu próprio nome e no de Trumbauer. O período Whiteman marcou um declínio vertiginoso em sua saúde devido ao consumo crescente de álcool. O tratamento para o alcoolismo em centros de reabilitação, com o apoio de Whiteman e da família Beiderbecke, não conseguiu impedir o seu declínio. Ele deixou a banda de Whiteman em 1929 e no Verão de 1931 morreu aos 28 anos no seu apartamento em Sunnyside, Queens, Nova York.
A sua morte deu origem a uma das lendas originais do jazz. Em artigos de revistas, memórias de músicos, romances, e filmes de Hollywood, Beiderbecke foi considerado um Herói romântico, o " Jovem com Chifre " (um romance, mais tarde transformado no filme Young Man with a Horn, com os actores Kirk Douglas, Lauren Bacall, Doris Day e o seu amigo Hoagy Carmichael). A sua vida tem sido frequentemente retratada como a de um músico de jazz que teve que comprometer a sua arte em prol do comercialismo. Beiderbecke continua a ser objecto de controvérsia académica em relação ao seu nome completo, a causa da sua morte e a importância das suas contribuições para o jazz.
Ele compôs ou tocou em gravações que são clássicos e padrões do jazz como Davenport Blues, In a Mist, Copenhague, Riverboat Shuffle, Singin' the Blues e Georgia on My Mind. Tem, também, sido atribuído a Beiderbecke uma influência directa a Bing Crosby e, de maneira menos directa, através do saxofonista Frank Trumbauer, a Lester Young.

## História

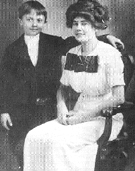
O jovem Beiderbecke, então com 8 anos, com sua vizinha Nora Lasher em 1911.

Natural de Davenport, Beiderbecke aprendeu a tocar corneta "de ouvido", o que o levou a adoptar uma maneira de tocar diferente, não-académica, que alguns críticos musicais atribuem ao seu som original. Começou por tocar com um grupo de jazz, The Wolverines, em 1924, passando, de seguida, por pouco tempo, para a Orquestra de Jean Goldkette, de Detroit, antes de se juntar a Frankie "Tram" Trumbauer, para um longo conjunto de concertos na Arcadia Ballroom em St. Louis. 

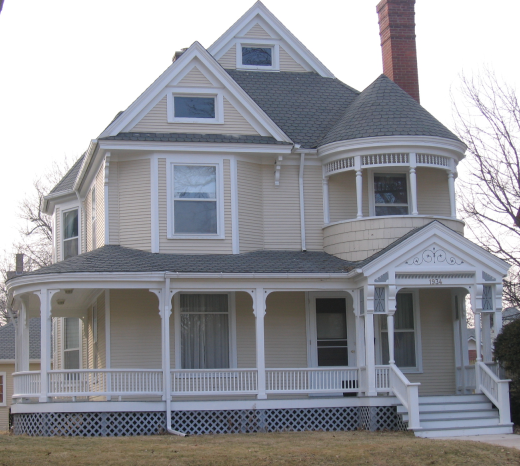
Casa onde viveu Beiderbecke localizada em Davenport, Iowa.

 Beiderbecke e Trumbauer juntaram-se a Goldkette em 1926. O grupo viajou por vários lugares, destacando-se um concerto em Nova Iorque, em Outubro de 1926, com Fletcher Henderson no Roseland Ballroom. No ano seguinte, Trumbauer e Beiderbecke deixaram Detroit para se juntarem à mais famosa e prestigiada orquestra de dança no país: a Paul Whiteman Orchestra, de Nova Iorque.

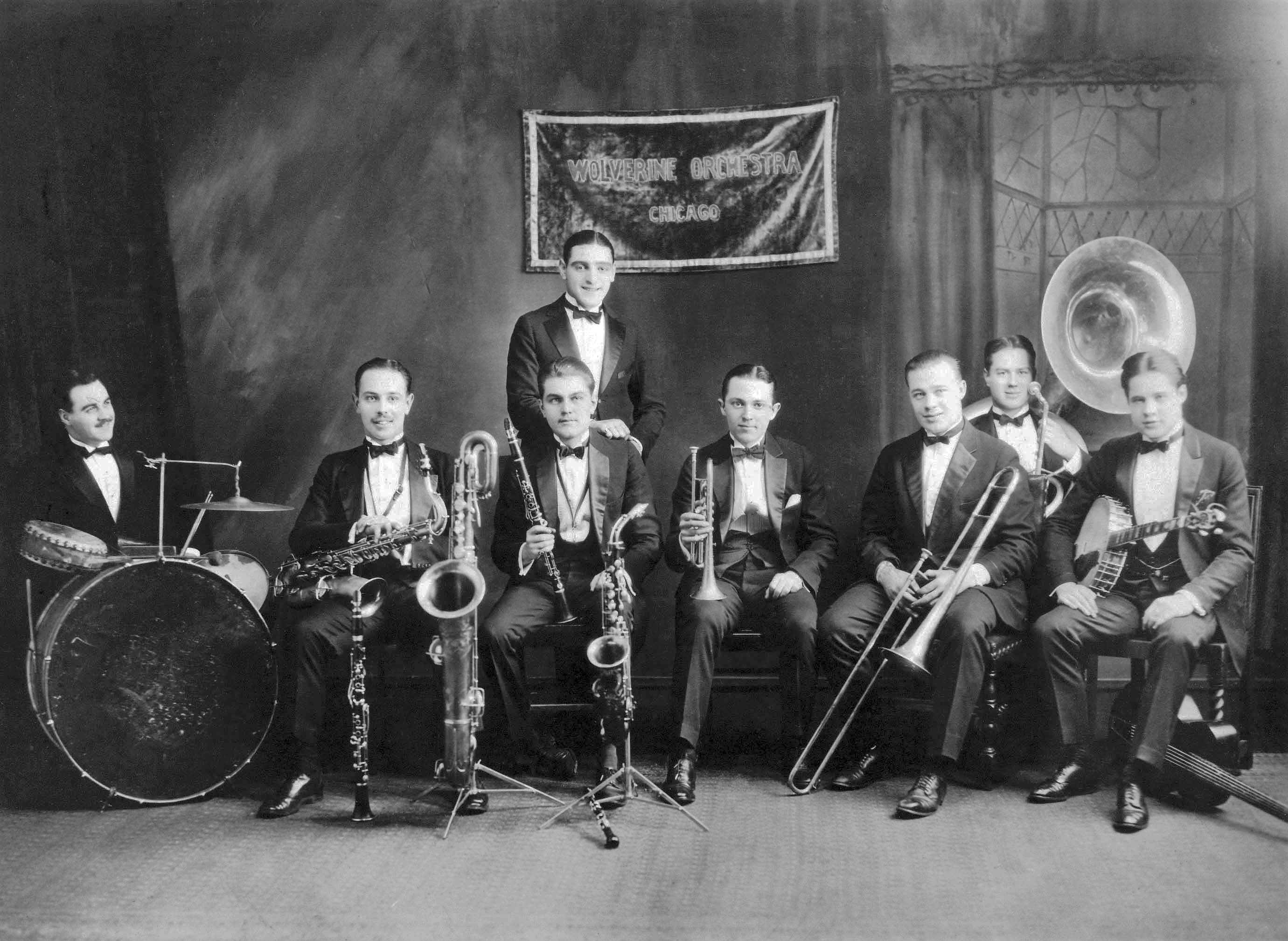
O conjunto The Wolverines com Bix Beiderbecke na Doyle's Academy of Music em Cincinnati, Ohio. (1924).

As gravações mais importantes de Beiderbecke datam deste período com Goldkette e Whiteman, embora fossem gravadas só com o seu nome ou o de Trumbauer. O período Whiteman marca o início dos problemas de saúde de Beiderbecke, devido ao excesso de trabalho e ao seu problema alcoólico. Embora tenha passado por vários centros de reabilitação e tivesse sido apoiado pela sua família e por Whiteman, em Davenport, a saúde não melhorou. Em 1930, deixa a banda de Whiteman e, no Verão seguinte, morre no seu apartamento de Queens com 28 anos de idade.

## Morte

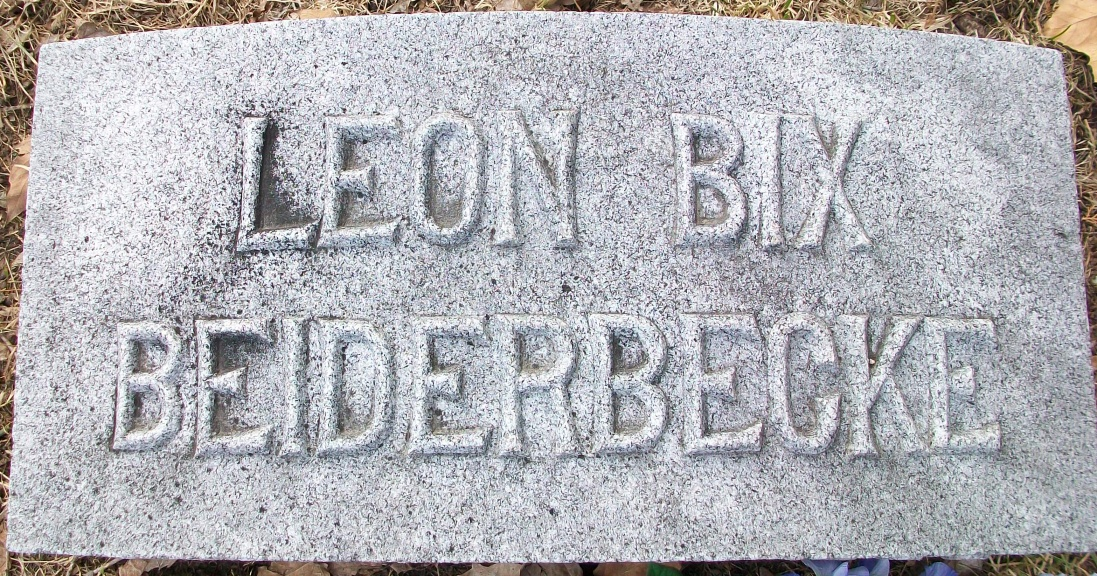
Túmulo de Bix Beiderbecke.

Bix morreu, sozinho, num surto de “delirium tremens”, no dia 6 de agosto de 1931, num quarto do Queens, em Nova York.
Em contrapartida, a sua morte trouxe-lhe a fama, tornando-o numa lenda do jazz. Em artigos de revistas, memórias sobre músicos, contos, e filmes de Hollywood, Beiderbecke foi interpretado como um herói romântico em Young Man with a Horn. A sua vida foi descrita como uma batalha contra os obstáculos habituais à arte como a família e o os negócios, enquanto a sua morte tem sido vista como um martírio em nome da arte. O músico-crítico Benny Green apelidou, sarcasticamente, Beiderbecke de "o Santo número um do jazz"; já Ralph Berton comparou-o a Jesus.

## Honras

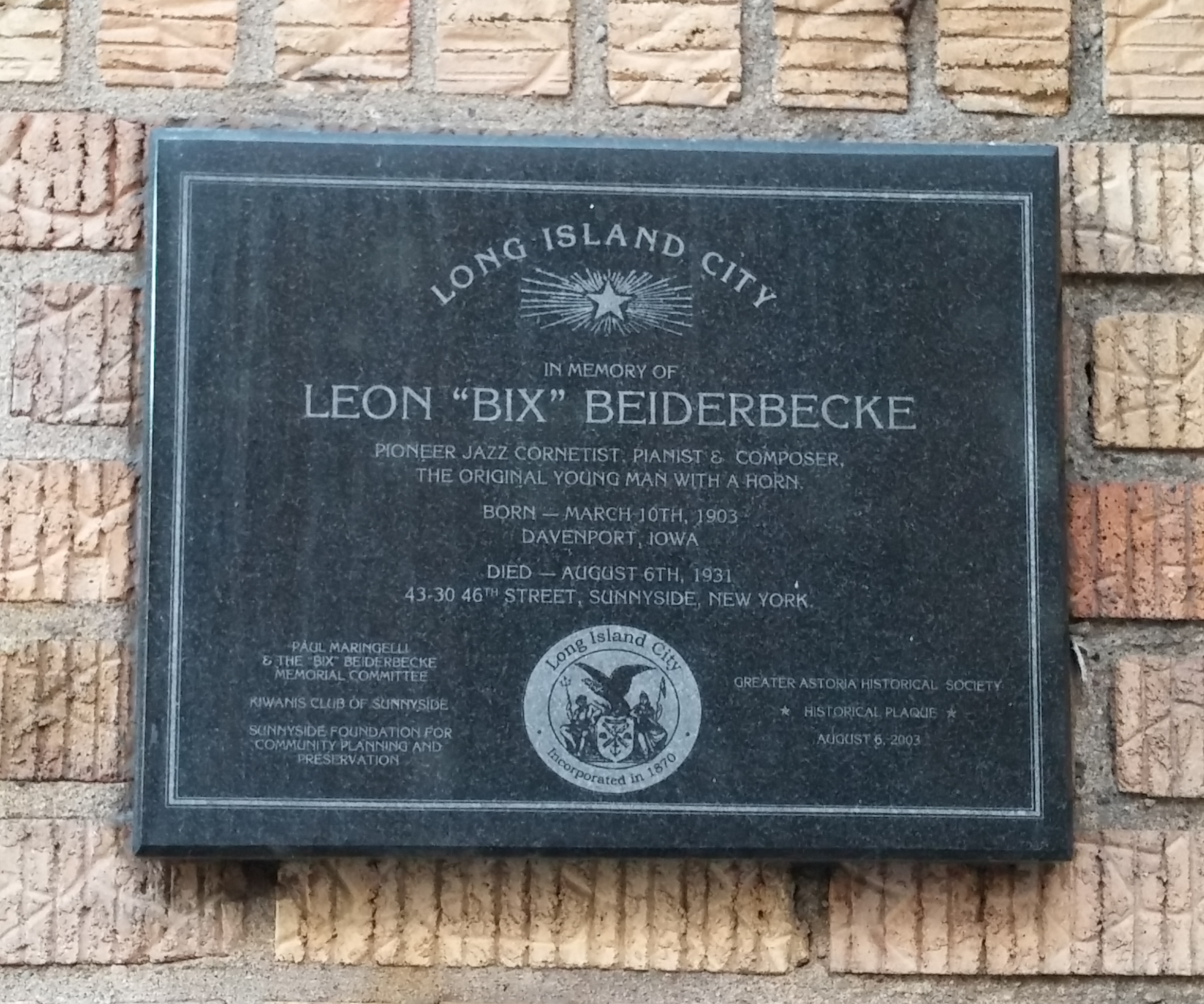
Placa comemorativa localizada no Queens em Nova York, local onde o músico de jazz, Bix Beiderbecke morreu.

- Em 1962, pela votação dos críticos, foi introduzido ao Hall Da Fama do Jazz, da revista Down Beat.[13]
- Em 1977, a gravação de Beiderbecke, Singin' The Blues foi introduzida ao Grammy Hall of Fame.[14]
- Em 1980, uma outra gravação de Beiderbecke, In A Mist, também foi introduzida ao Grammy Hall of Fame.[14]
- Em 2006, a gravação de "Singin 'the Blues", com Frankie Trumbauer e Eddie Lang de 1927 foi colocado no Registro Nacional de Gravações Biblioteca do Congresso dos EUA.
- Um asteróide descoberto em 1989 foi nomeado 23457 Beiderbecke em sua homenagem.